# Цагаан-Уур

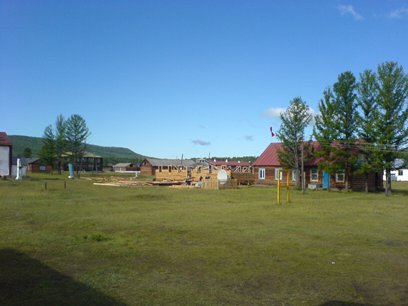

Цагаан-уур (монг. Цагаан-Үүр) — сомон аймаку Хувсгел, Монголія. Площа 8,7 тис. км², населення 2,7 тис. чол. Центр сомону селище Булган лежить за 800 км від Улан-Батора, за 195 км від міста Мурен.

## Рельєф
Гори Байшинт (2995 м), Хівен Залуу Уурийн сарьдаг, Дорнод Сойен (3000 м), Хівенгийн Ундур (1180 м), Аригийн нуруу (2039 м), Даян деерх, Барсагийн нуруу (1860 м), Цагаан уул. Долини Ариг, Дархинт, Уур, Армаг, Улга. Є багато річок та гарячі й холодні мінеральні джерела.

## Клімат
Клімат різко континентальний. Щорічні опади 300—520 мм, середня температура січня −24°С, середня температура липня +13°+16°С.

## Природа
Водяться манули, козулі, аргалі, зайці, вовки, лисиці, тарбагани.

## Корисні копалини
Сомон багатий на залізо, дорогоцінне каміння, золото, свинець, будівельну сировину.

## Соціальна сфера
Школа, лікарня, сфера обслуживания, туристичні бази.